# Fort-Lamy
Pour les articles homonymes, voir Fort-Lamy (Cameroun) et Lamy.

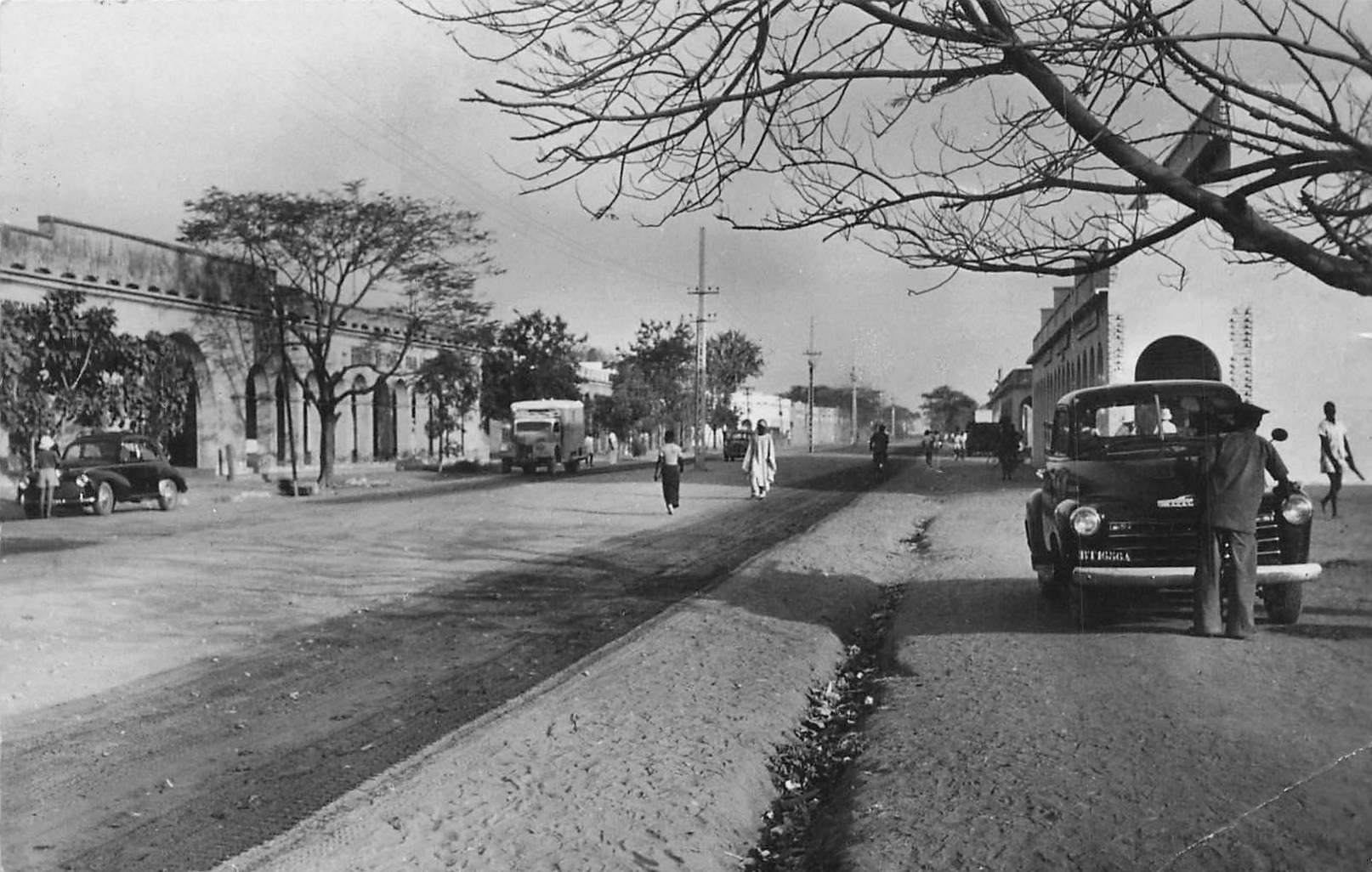
N'Djamena en 1952.

Fort-Lamy est l'ancien nom de l'actuelle ville de N'Djaména, la capitale du Tchad, avant qu'elle ne soit renommée en 1973. Elle a porté ce nom durant toute la période de la colonisation française et un peu plus d'une décennie après l'indépendance (1960).

## Histoire
Fort-Lamy a été fondée par Émile Gentil le 29 mai 1900 sur l'emplacement d'un petit village kotoko, sur la rive droite du fleuve Chari et à proximité de la confluence du Chari et du Logone.
Fort-Lamy fut baptisée en souvenir du commandant François Lamy, mort quelques jours plus tôt à la bataille de Kousseri. La ville devient la 4e commune mixte d'Afrique-Équatoriale française en 1919.
Le 6 novembre 1973, le président Toumbalbaye la renomme N'Djaména, du nom du village voisin Am Djamena, signifiant en  arabe tchadien « nous nous sommes reposés ».
Lui est décernée, le 26 décembre 1950, la croix de guerre 1939-1945 avec palme de bronze.

## Personnages notables
- Gabriel Lisette a été maire de Fort-Lamy en 1956. Il est devenu l'année suivante vice-président du Conseil de Gouvernement du Tchad. Né le 2 avril 1919 à Puerto Bello (Panama) et mort le 3 mars 2001 à Port-de-Lanne (Landes, France), il a joué un rôle important dans la décolonisation du Tchad.